# Pontederia
Pontederia là một chi thực vật có hoa trong họ Pontederiaceae.

## Các loài
- Pontederia cordata L.
- Pontederia parviflora Alexander
- Pontederia rotundifolia L.f.
- Pontederia sagittata C.Presl
- Pontederia subovata (Seub.) Lowden
- Pontederia triflora (Seub.) G.Agostini, D.Velázquez & J.Velásquez